# Karl I của Württemberg
Karl I của Württemberg (tiếng Đức: Karl Friedrich Alexander; 6 tháng 3 năm 1823 – 6 tháng 10 năm 1891) là Vua của Württemberg, từ ngày 25 tháng 6 năm 1864 cho đến khi ông qua đời năm 1891. Karl I kết hôn với Nữ đại công tước Olga Nikolaievna của Nga vào năm 1846 và lên ngôi năm 1864. Mặc dù đã kết hôn nhưng cặp đôi không có con, có thể là do Karl đồng tính luyến ái. Karl dính vào một số vụ bê bối, bao gồm cả mối quan hệ thân thiết với Charles Woodcock người Mỹ. Năm 1870, hai vợ chồng nhận nuôi cháu gái của Olga, Vera Konstantinovna. Karl I liên kết với Đế quốc Áo trong Chiến tranh Áo-Phổ nhưng sau đó đứng về phía Vương quốc Phổ trong Chiến tranh Pháp-Phổ, gia nhập Đế quốc Đức mới vào năm 1870. Ông qua đời và không để lại bất kỳ hậu duệ nào và ngai vàng của Württemberg được kế vị bởi con trai của chị gái ông, Wilhelm II.

## Cuộc sống đầu đời

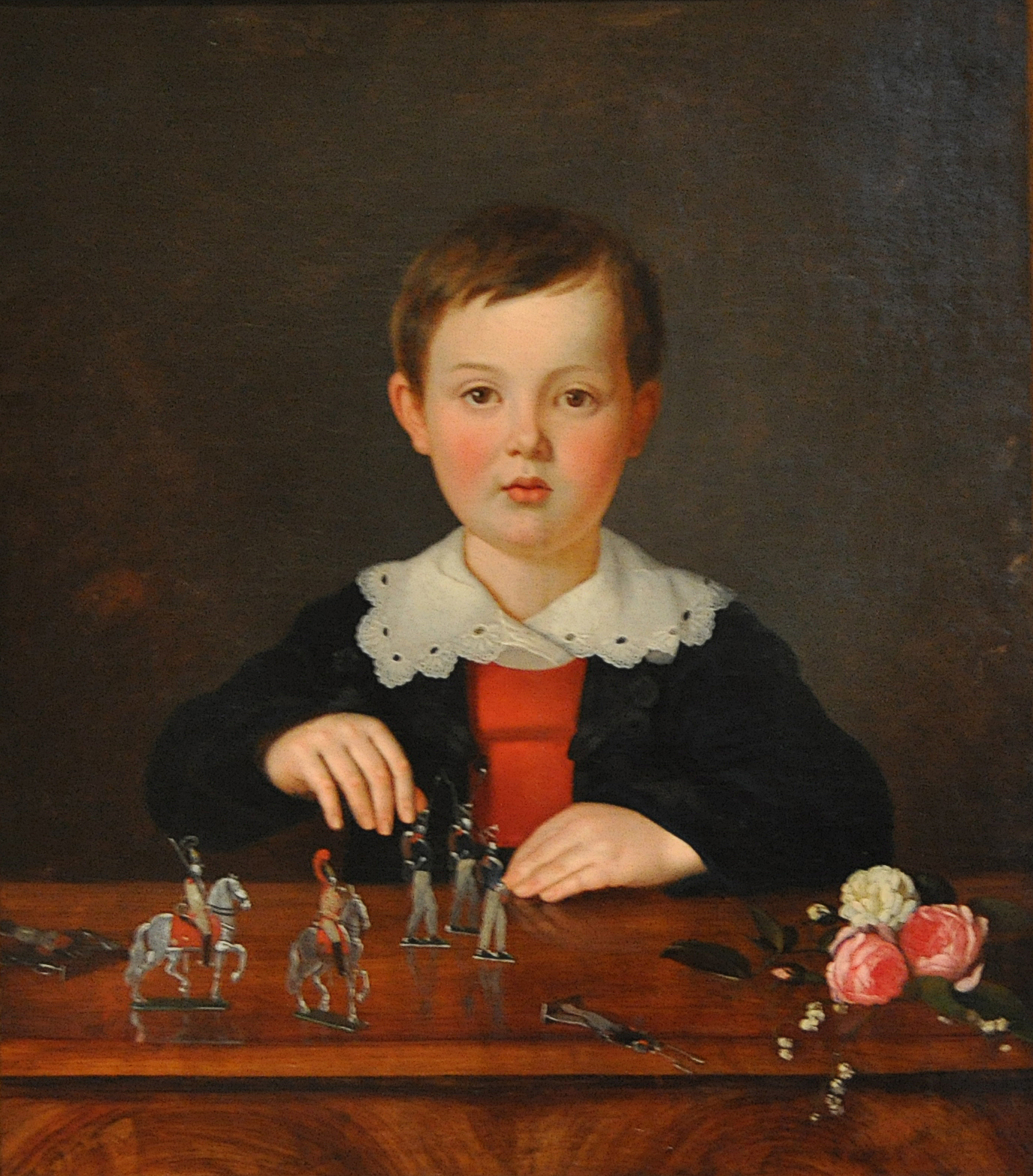
Chân dung của Thái tử Karl, được vẽ bởi Franz Seraph Stirnbrand, 1835

Karl sinh ngày 6 tháng 3 năm 1823 tại Stuttgart, là con trai duy nhất của Vua Wilhelm I và người vợ thứ ba là Pauline Therese (1800–1873). Là con trai cả của nhà vua, ông trở thành Thái tử của Württemberg. Người vợ đầu tiên của cha ông là Vương nữ Karoline Augusta, con gái của Maximilian I Joseph của Bayern và Auguste Wilhelmine xứ Hesse-Darmstadt. Sau cuộc ly hôn năm 1814 mà không có con cái, ông kết hôn với người em họ đầu tiên của mình, Nữ đại công tước Yekaterina Pavlovna của Nga, con gái của Hoàng đế Pavel I của Nga và Công nữ Sophie Dorothee của Württemberg. Yekaterina qua đời năm 1819 sau khi có hai con gái, Marie Friederike Charlotte của Württemberg (vợ của Alfred, Bá tước von Neipperg) và Sophie Dorothee xứ Württemberg (vợ của Vua Willem III của Hà Lan). Từ cuộc hôn nhân của cha mẹ mình, ông có hai chị gái, Công chúa Catherine (người đã kết hôn với Thân vương Frederick của Württemberg) và Công chúa Augusta (vợ của Thân vương Hermann xứ Sachsen-Weimar-Eisenach).
Ông bà nội của ông là Vua Friedrich I của Württemberg và Nữ công tước Augusta xứ Brunswick-Wolfenbüttel (con gái của Karl Wilhelm Ferdinand, Công tước xứ Brunswick và Công chúa Augusta của Đại Anh, chị gái của Vua George III). Em gái của bà nội ông, Công nữ Caroline kết hôn với Vua George IV. Ông bà ngoại của ông là Công tước Louis của Württemberg và Công chúa Henrietta xứ Nassau-Weilburg.
Karl học ở Berlin và Tübingen.

## Trì vì

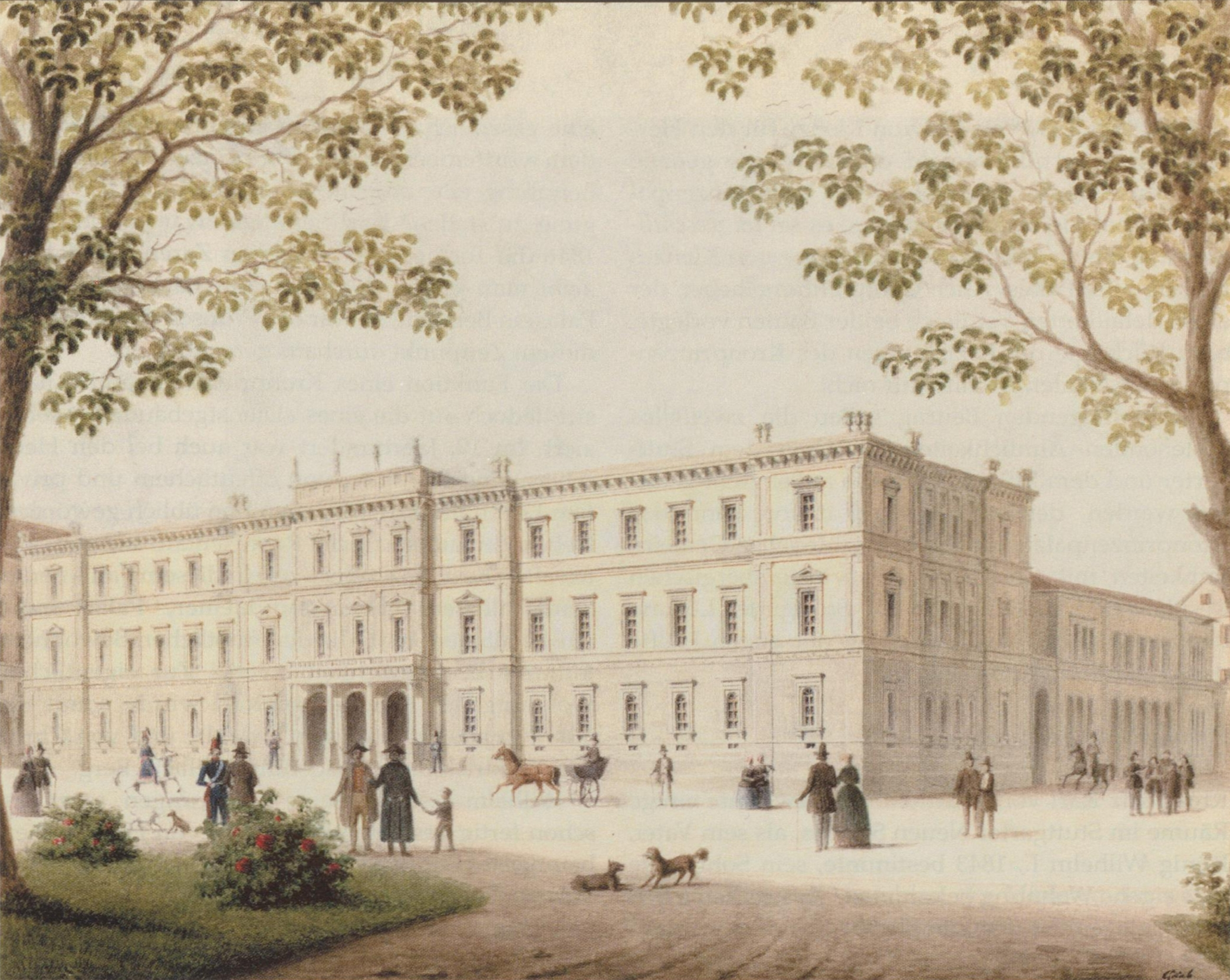
Kronprinzenpalais, 1845

Karl lên ngôi Württemberg sau cái chết của cha ông vào ngày 25 tháng 6 năm 1864 và đăng quang vào ngày 12 tháng 7 năm 1864. Ông thực thi quyền quân chủ với khuynh hướng tự do hơn cha mình, ông thay thế Chủ tịch bộ trưởng (tương đương thủ tướng) Joseph von Linden bằng Karl von Varnbüler, và khôi phục quyền tự do báo chí và vào ngày 24 tháng 12 năm 1864, sau đó là quyền bầu cử phổ thông được áp dụng cho các Đại biểu Nhân dân của Viện thứ hai vào ngày 26 tháng 3 năm 1868.
Về chính sách đối ngoại, sau khi đứng về phía Đế quốc Áo trong Chiến tranh Áo-Phổ năm 1866, ông tiến gần hơn đến Vương quốc Phổ. Sau Trận Königgrätz, ông ban hành một hiệp ước quân sự bí mật với Phổ (được công khai vào năm 1867) và công nhận việc giải thể Bang liên Đức vào năm 1866. Tuy nhiên, thái độ chống Phổ đã chính thức được thể hiện bởi triều đình, chính phủ và người dân.
Vì liên minh này, Württemberg đã đứng về phía Phổ trong Chiến tranh Pháp-Phổ từ 1870 đến 1871. Cuối tháng 10 năm 1870, nhà vua rút về Friedrichshafen và vào tháng 10 năm 1870, ký một trong những hiệp ước tháng 11, gia nhập Liên bang Bắc Đức bắt đầu vào ngày 1 tháng 1 năm 1791 và đổi tên thành Đế quốc Đức. Ông được đại diện tại Cung điện Versailles trong buổi tuyên bố hoàng gia bởi người anh họ mình là Vương tử August của Württemberg.
Nhà vua có xu hướng rút lui khỏi cuộc sống riêng tư theo những cách khác, đi khắp đất nước và sau đó dành thời gian cho Nice. Khi làm như vậy, ông bị cáo buộc đã bỏ bê các nghĩa vụ với tư cách là một vị vua lập hiến, bao gồm cả việc để dồn ứ tới 800 tài liệu chưa ký trong một trường hợp. Hành động này gây phiền toái cho chính quyền, nhưng mặt khác nó cũng thuận tiện cho chính phủ, những người có khả năng điều hành phần lớn công vụ mà không cần có sự can thiệp của Nhà vua.
Do Württemberg trở thành Nhà nước Liên bang của Đế quốc Đức từ năm 1871 nên có những hạn chế đáng kể về chủ quyền của nó. Württemberg mất đi vị thế quốc tế trước đây nhưng có được an ninh tốt hơn cả bên trong lẫn bên ngoài. Các dịch vụ bưu chính và điện báo, chủ quyền tài chính, bảo trì văn hóa và quản lý đường sắt vẫn nằm trong tay Württemberg, và Vương quốc Württemberg cũng có chính quyền quân sự riêng.